# Carolyn Wheat
Pour les articles homonymes, voir Wheat.
Carolyn Wheat, née le 8 août 1946 à Green Bay, dans l'État du Wisconsin, est une femme de lettres américaine, auteure de roman policier.

## Biographie
Fils d'un ingénieur et d'une bibliothécaire, elle fait des études supérieures à l'université de Toledo, où elle obtient un baccalauréat universitaire en 1968, puis un diplôme de droit en 1971. Elle travaille comme attorney à New York et pour le New York City Police Department de 1987 à 1991, avant de se destiner à l'enseignement du droit, puis de l'écriture créative.
En 1983, elle publie son premier roman, Dead Man's Thoughts, pour lequel elle est nommée  pour le prix Edgar-Allan-Poe 1984 du meilleur premier roman. C'est le premier volume d'une série consacrée à Cass Jameson, un avocat de la défense qui travaille à Brooklyn.
Avec plusieurs de ses nouvelles, elle remporte dans la catégorie meilleure nouvelle le prix Agatha 1996 et le prix Anthony 1997 pour Accidents Will Happen, le prix Macavity 1997 pour Cruel & Unusual et le prix Shamus 1998 pour Love Me For My Yellow Hair Alone.

## Œuvre

### Romans

#### SérieCass Jameson
- Dead Man's Thoughts (1983)
- Where Nobody Dies (1986)
- Fresh Kills (1995)
- Mean Streak (1996)
- Troubled Waters (1997)
- Sworn to Defend (1998)

#### Autres romans
- Jemima Dancer (1987), publié sous le pseudonyme Corintha Bennett
- The Sunken Sailor (2004), coécrit avec Simon Brett, Jan Burke, Dorothy Cannell, Margaret Coel, Deborah Crombie, Eileen Dreyer, Carolyn Hart, Edward Marston, Francine Mathews, Sharan Newman, Alexandra Ripley, Walter Satterthwait et Sarah Smith

### Recueil de nouvelles
- Murder on Route 66 (1999)
- Tales Out of School (2000)
- Women Before the Bench (2001)

### Nouvelles

#### SérieCass Jameson
- Three-Time Looser (1990)

#### Autres nouvelles
- Flake Piece (1989)
- Cousin Cora (1990)
- Ghost Station (1991) Publié en français sous le titre La Station fantôme, dans l'anthologie Les Reines du crime, Paris, Presses de la Cité, 2002  (ISBN 2-258-06057-5) ; réédition, Paris, Pocket, coll. « Presses-Pocket » no 12345, 2006  (ISBN 2-266-14699-8)
- Life, for Short (1992)
- Cat Lady (1992) Publié en français sous le titre La Dame qui aimait les chats, dans l'anthologie La Griffe du Chat, Paris, Joëlle Losfeld, coll. « Anthologie » (1994)  (ISBN 2-909906-21-3) ; réédition, Paris, Payot & Rivages, coll. « Rivages/Mystère » no 28, 1998  (ISBN 2-7436-0320-8)
- The Black Hawthorne (1993)
- Undercover (1994)
- The Adventure of the Angel's Trumpet (1996)
- Cruel & Unusual (1996) Publié en français sous le titre Cruel et inhabituel, dans l'anthologie Présumés coupables, Paris, Éditions Albin Michel, 2001  (ISBN 2-226-12801-8)
- Accidents Will Happen (1997)
- Love Me For My Yellow Hair Alone (1997)
- Crime Scene (1997)
- On the Take (1998)
- A is for Adams (1999)
- The Case of the Rajah's Emerald (1999)
- A Bus Called Pity (1999)
- Too Many Midnights (1999)
- The Time of His Life (1999)
- Show Me the Bones (1999) Publié en français sous le titre Montre-moi les os, dans l'anthologie Diagnostic mort, Paris, Éditions Albin Michel, 2002  (ISBN 2-226-13371-2)
- Remembered Zion (2000)
- Tales Out of School (2000)
- The Metal Blessed to Kill (2000)
- The Only Good Judge (2001)
- The Remarkable Worm (2001)
- The Princess and the Pickle (2002)
- The Adventure of the Rara Avis (2003)
- What the Dormouse Said (2003)
- A Long and Constant Courtship (2004)
- The Case of Rival Queens (2009)

### Autre ouvrage
- How to Write Killer Fiction (2003)

## Prix et distinctions

### Prix
- Prix Agatha 1996 de la meilleure nouvelle pour Accidents Will Happen[1]
- Prix Anthony 1997 de la meilleure nouvelle pour Accidents Will Happen[2]
- Prix Macavity 1997 de la meilleure nouvelle pour Cruel & Unusual[3]
- Prix Shamus 1998 de la meilleure nouvelle pour Love Me For My Yellow Hair Alone[4]

### Nominations
- Prix Edgar-Allan-Poe 1984 du meilleur premier roman pour Dead Man's Thoughts[5]
- Prix Macavity 1992 de la meilleure nouvelle pour Life, for Short[3]
- Prix Edgar-Allan-Poe 1997 pour Mean Streak[5]
- Prix Macavity 2000 de la meilleure nouvelle pour Show Me the Bones[3]
- Prix Macavity 2003 de la meilleure nouvelle pour The Adventure of the Rara Avis[3]